# Leptrichillus
Leptrichillus es un género de escarabajos longicornios de la tribu Acanthocinini que contiene una sola especie, Leptrichillus minutus. La especie fue descrita por Gilmour en 1960.
Se distribuye por América Central: Guatemala y Nicaragua.